# 淳于越
淳于越（？—？），秦始皇時齊國人，曾任博士官、僕射，支持分封制。
秦始皇三十四年（公元前213年）置酒咸陽宮，博士官周青臣讚歎秦朝的郡縣制，淳于越則說周青臣阿諛，建議皇帝實行分封，以為“事不師古而能長久者，非所聞也”，秦始皇讓丞相李斯處理此一提案，李斯駁斥淳于越的看法，認為有這種想法的人，就是受到諸子的學術思想荼毒太深，建議秦始皇焚書。